# 18 (En Vivo Estadio de Morón)
18 (En vivo Estadio de Morón) es el tercer álbum en vivo del artista argentino Milo J. Fue grabado el 25 de octubre de 2024 en el Estadio Nuevo Francisco Urbano y publicado el 19 de diciembre por Dale Play Records.

## Antecedentes
El show fue anunciado a finales de marzo de 2024 y a inicios de abril se agotarían las entradas de las localidades del campo y platea. A mediados de octubre, el artista anunció que sería patrocinador del Club Deportivo Morón, club en el que sería el concierto y también de la ciudad que es oriundo el cantante.

## El concierto
El concierto se dio el 25 de octubre en el Estadio Nuevo Francisco Urbano en condición de sold-out para más de 30 mil personas, con una duración de más de una hora y media, contó con una producción de artistas y presentaciones en vivo.
A lo largo del concierto se presentaron cantantes como Nito Mestre, Joaquín Levinton de Turf, Yami Safdie, YSY A, Nicki Nicole, Bizarrap, Bhavi, Agarrate Catalina y Santino Villarruel, hermano de Milo J. El show se produjo en esa fecha específicamente por el cumpleaños número 18 del artista.
Tras el concierto, el artista anunció su presentación en el Buenos Aires Trap 

## Lista de canciones
Tracklist de 18 (En vivo Estadio de Morón)
| N.º     | Título                                                                      | Duración |  |
| 1.      | «Intro + 3 pecados + ni Carlos ni José»                                     | 7:58     |  |
| 2.      | «No soy eterno»                                                             | 3:10     |  |
| 3.      | «Tus vueltas + carencias de cordura» (con Yami Safdie y Santino Villarruel) | 4:33     |  |
| 4.      | «El bolero» (con Yami Safdie)                                               | 3:48     |  |
| 5.      | «Pasos al costado» (con Joaquin Levinton de Turf)                           | 4:17     |  |
| 6.      | «A vos»                                                                     | 2:46     |  |
| 7.      | «Una bala»                                                                  | 2:01     |  |
| 8.      | «Flechazo en el centro» (con YSY A y Bhavi)                                 | 3:23     |  |
| 9.      | «Al borde»                                                                  | 2:47     |  |
| 10.     | «Dispara» (con Nicki Nicole)                                                | 4:04     |  |
| 11.     | «Canción para mi muerte» (con Nito Mestre)                                  | 4:26     |  |
| 12.     | «Rincón»                                                                    | 2:53     |  |
| 13.     | «I’ Am»                                                                     | 2:26     |  |
| 14.     | «Penas de antaño»                                                           | 3:31     |  |
| 15.     | «M.A.I»                                                                     | 3:01     |  |
| 16.     | «Paraíso daña»                                                              | 4:55     |  |
| 17.     | «Buen día portación de rostro»                                              | 3:41     |  |
| 18.     | «Fruto» (con Bizarrap)                                                      | 4:18     |  |
| 19.     | «Negra murguera» (con Agarrate Catalina)                                    | 5:35     |  |
| 20.     | «Rara vez»                                                                  | 2:42     |  |
| 21.     | «Milagrosa»                                                                 | 3:08     |  |
| 22.     | «Bzrp #57»                                                                  | 4:26     |  |
| 23.     | «No hago trap»                                                              | 5:49     |  |
| 1:30:00 |                                                                             |          |  |

Notas
- Todas las canciones están estilizadas en mayúsculas.
- Después del título de todas las canciones, el cantante agregó la frase «(En Vivo Estadio de Morón)» (no estilizado en mayúsculas).